# Hass und Hoffnung – Kinder im Nahostkonflikt
Hass und Hoffnung – Kinder im Nahostkonflikt (Originaltitel: Promises) ist ein Dokumentarfilm aus dem Jahr 2001. Sieben Kinder aus den palästinensischen Wohngegenden, in der Westbank und den israelischen Wohngegenden in Jerusalem sind darin die Protagonisten, die ihre Sicht auf den Israel-Palästina-Konflikt zum Ausdruck bringen.
Hass und Hoffnung wurde zwischen 1997 und 2000 aufgezeichnet und in Kooperation mit Independent Television Service produziert und unter Mithilfe von Corporation for Public Broadcasting finanziert.
Der Film folgt über einen Zeitraum von drei Jahren dem israelisch-amerikanischen Regisseur und Produzenten des Films, B. Z. Goldberg, zu Treffen mit sieben Kindern.
Wenige Jahre später wurden die Lebenssituationen der Kinder, durch den Film Promises: Four Years On, erneut aufgegriffen.

## Die Kinder
- Daniel Solan und Yarko Solan: israelische Jungen aus West-Jerusalem; Enkel von Holocaust-Überlebenden
- Shlomo Green: jüdischer Israelit aus Jerusalem, Sohn eines US-amerikanischen Rabbiners
- Moishe Bar Am: in Beit-El, in der West-Bank wohnhaft
- Faraj Adnan Hassan Husein: palästinensischer Junge aus dem Deheishe Flüchtlingscamp, West Bank. Sohn von palästinensischen Flüchtlingen
- Mahmoud Mazan Mahmud Izhiman: aus dem palästinensischen Wohngebiet, aus Ost-Jerusalem; Sohn muslimischer Händler aus der Alt-Stadt Jerusalems
- Sanabel Hassan: palästinensisches Mädchen aus dem Deheishe Flüchtlingscamp; Tochter eines Häftlings und Schwester eines ehemaligen Häftlings.

## Auszeichnungen
- 2001: Emmy Award, Best Background Analysis
- 2001: Emmy Award, Best Documentary
- 2001: Hamptons International Film Festival Best Documentary
- 2001: Jerusalem Film Festival Special Festival Award
- 2001: Locarno International Film Festival Special Ecumenical Jury Prize
- 2001: Munich Film Festival Freedom of Expression Award
- 2001: Paris International Film Festival (Rencontres) Audience Award-Best Film
- 2001: Rotterdam International Film Festival Audience Award, Best Film
- 2001: San Francisco International Film Festival Audience Award, Best Documentary Grand Prize, Best Documentary Golden Gate Award, Documentary Film
- 2001: São Paulo International Film Festival Best Documentary Audience Award
- 2001: Valladolid International Film Festival Best Documentary
- 2001: Vancouver International Film Festival Audience Award, Diversity in Spirit Award
- 2002: The Michael Landon Award for Community Service to Youth Twenty-Third Annual Young Artist Awards
- 2002: The NBR Freedom of Expression Citation National Board of Review

## Nominierungen
- 2002: Bester Dokumentarfilm (Langform), Academy Awards[1]
- 2002: Best Documentary, IFP Spirit Awards
- 2002: Truer than Fiction Award, IFP Spirit Awards